# Traian Fărcaș
Traian Fărcaș (n. 25 decembrie 1854, Hodișa - d. 11 iunie 1926, Salonta)  a fost un preot greco-catolic și militant pentru drepturile românilor.

## Originea familiei
Traian Fărcaș a văzut lumina zilei în familia preotului greco-catolic Ioan Fărcaș și a soției acestuia Floriana Szabo. Ioan Fărcaș a făcut parte din grupul de intelectuali sătmăreni care au cerut autorităților timpului reprezentarea proporțională a românilor în organele comitatense.

## Studiile și activitatea profesională
Școala primară și studiile universitare le va face la Oradea, la Academia de Drept, fiind un membru activ al Societății de lectură, îndeplinind funcțiile de notar al ședințelor și al afacerilor externe. În cadrul acestor ședințe și-a prezentat lucrarea Românii din Bihor. În 1875 devine membru fondator al Societății Hilaria din Oradea, de numele căreia se leagă activitatea unui celebru cor din localitate. După absolvirea Academiei de Drept din Oradea urmează diferite cursuri de litere la Budapesta lucrând o vreme și ca notar comunal.
În 1883 este numit profesor suplinitor iar din 1888 profesor definitiv la Gimnaziul Samuil Vulcan din Beiuș, de unde s-a și pensionat în 191. 
În anul 1896 a tipărit la Beiuș Istoria gimnaziului greco-catolic de Beiuș, întâia monografie a acestei școli. De asemenea a mai publicat diverse articole culturale în Anuarul Liceului din Beiuș. S-a căsătorit cu Hortensia Sarkady care făcea de asemenea parte dintr-o veche familie preoțească.
După studii de teologie la Blaj a fost hirotonit preot greco-catolic la data de 30 septembrie 1891. Din 1923 a fost profesor la Liceul de stat din Salonta, unde a și trecut la cele veșnice în 1926.